# Juliane Reichardt
Juliane Reichardt, de soltera Juliane Benda (Potsdam, 14 de maig, 1752 - Berlín, 11 de maig, 1783) va ser una cantant (soprano) i compositora alemanya de la família Benda. Era la filla petita del violinista i compositor de la cort prusiana Franz Benda i de la seva dona Franziska Benda, de soltera Stephain. El 1776 es va convertir en l'esposa del director d'orquestra berlinès Johann Friedrich Reichardt.

## Biografia
La família de Franz Benda vivia a Potsdam, on el seu vuitè fill va ser batejat amb el nom de Bernhardine Juliane Benda el 19 de maig de 1752 a l'església de la guarnició d'allà. La mare Franziska Louise Eleonore Stephanie, filla del funcionari i antiga cambrera a Bayreuth de Guillemina de Prússia, germana de Frederic II, va morir el 1758. Tres anys més tard, el vidu Benda es va casar amb la seva germana petita Caroline Wilhelmine Stephanie, primera cambrera de la duquessa Anna Amalia de Saxe-Weimar, Eisenach. Dues de les germanes grans de Juliane Benda van romandre permanentment a Weimar després del casament, inicialment com a dames de companyia, Maria Carolina Benda també com a cantant de la cort. Això va suposar una valuosa connexió social i professional entre Berlín i Weimar per a tota la família de músics Benda, especialment quan ells mateixos es van casar allà: la cantant, pianista i compositora Maria Carolina Benda (1742–1820) el 1770 el compositor de la cort Ernst Wilhelm Wolf, Wilhelmine Louise Dorothea Benda (1741–1798) el 1777 el confident de Goethe, metge de la cort i farmacèutic Wilhelm Heinrich Sebastian Bucholz.
Juliane Benda va rebre ensenyaments de cant, piano i composició pel seu pare. Artistes ambulants coneguts com el versàtil creador musical Wilhelm Karl Rust, el periodista musical Charles Burney, l'editor, traductor i compositor Johann Joachim Christoph Bode i el compositor i escriptor Johann Friedrich Reichardt, el posterior marit de Juliane Benda, van freqüentar la casa dels seus pares. Mentre viatjava amb ell, més tard va conèixer altres personalitats com Matthias Claudius a Hamburg i Johann Gottfried Herder a Weimar.
Fins i tot abans de casar-se, les cançons i les sonates de Juliane Benda eren admirades: la seva expressiva veu de soprano, la seva virtuosa tècnica de piano i un estil de lliurament sensible també van inspirar al seu futur marit. Això va ser especialment cert per a les seves actuacions als anomenats concerts d'enamorats, que es van fundar el 1770 i van ser dirigits fins al 1785 pel músic de la cort (violí, piano) Johann Friedrich Ernst Benda, el fill gran del germà de Franz Benda, Joseph Benda. Després del seu matrimoni el 1776, les seves aparicions públiques van canviar més a favor del treball privat. La jove parella es va traslladar a un apartament oficial situat al centre de Berlín, on va néixer la seva filla Louise Reichardt, que després es va convertir en soprano, compositora i professora de música, el 1779 després que un fill morís prematurament. També va perdre la seva mare a una edat primerenca, poc després del naixement d'una altra nena el 1783.

## Un compositor de la Liederschule de Berlín
Eva Weissweiler, que aparentment va ser la primera musicòloga que va escriure extensament sobre Juliane Benda-Reichardt i el seu estil compositiu el 1981, compta amb aquesta compositora, juntament amb la seva germana Maria Carolina Benda i la seva filla Louise Reichardt (1779–1826), entre els representants de la Liederschule de Berlín. Aquestes cançons no tenen res en comú amb el bel canto italià molt artificial que s'escoltava a les òperes italianes a la Royal Opera House de Berlín. Al contrari, mostren "conscientment" un gir cap al "to folk i estil popular" i són considerats
"representants musicals de la Il·lustració alemanya, com a campions revolucionaris d'una cultura musical antifeudal."
"És incomprensible", diu Weissweiler, que aquests compositors fossin ignorats per la musicologia o que la seva obra pogués ser "malinterpretada" com a amateurisme femení. Perquè pertanyen a la mateixa escola de cançons de Berlín que Johann Abraham Peter Schulz, la cançó del qual "The Moon has risen" de "Gesänge im Volkston" (1779) es va convertir en una cançó popular molt coneguda.
Amb Juliane Reichardt, la seva germana Maria Carolina Benda (1742–1820, casada amb Wolf) i la seva filla, la coneguda compositora Louise Reichardt (1779–1826), tres compositores de la família Benda pertanyen a la Liederschule de Berlín.

## Estil de composició
Les cançons de Juliane Benda estan dirigides a la classe mitjana amb la seva expressió “vernacular”. Els seus acompanyaments de piano estan configurats de manera que us podeu acompanyar fàcilment, amb el piano tocant la melodia. Eva Weissweiler anomena les marques d'expressió, que es mouen en l'espai "tendre" o "melangiós" i caracteritzen l'"exuberància emocional" del "període Werther" com una característica sorprenent.

## Treballs
Les composicions de Juliane Reichardt són de difícil accés avui dia i requereixen una visió general detallada i una nova edició. Fins i tot abans de casar-se el 1776, va començar a publicar més de 30 cançons i 2 sonates per a piano pel seu compte fins al 1780. Va crear alguns dels seus propis textos i alguns dels altres a la música. (No és clar a continuació si les composicions s'esmenten dues vegades).
Publicat per la mateixa Juliane Reichardt
- Cançons a l'Almanac de Göttingen i Vossian Museum
- 17 cançons, publicades per Bohn, Hamburg
- 2 sonates per a piano, de la mateixa col·lecció, probablement la primera publicació independent d'una compositora a Alemanya després de Weissweiler.

Publicat per Johann Friedrich Reichardt amb el seu nom
- Cançons de Juliane Reichardt

Publicacions individuals de Juliane Reichardt
- Daphne al costat del rierol. Goddess Love! a: Johann Heinrich Voß (ed.): Muses Almanac for 1779. Bohn, Hamburg 1779, OCLC 165358933, pàg. 60.
- Cançó de la font. Ara deixeu que tot s'aixequi. a: Johann Heinrich Voß, Leopold Friedrich Günther von Goekingk (ed.): Muses Almanac for 1780. Bohn, Hamburg 1780, OCLC 165358930, p .137. .
- Piano Sonata. Hildegard Publ. Co., Bryn Mawr, PA 1998 (editat per Linda Moot) OCLC 165731772.